# Wiprecht III di Groitzsch
Wiprecht III di Groitzsch, detto il Giovane, (intorno al 1088 – 27 gennaio 1116) fu il figlio maggiore del conte Wiprecht II di Groitzsch.

## Biografia
Quando Wiprecht III cercò di reintegrare lo zio Bořivoj II come duca di Boemia nel 1110, cadde in disgrazia presso Enrico V e fu imprigionato insieme a Bořivoj nel castello di Hammerstein sul Reno. Suo padre comprò la sua libertà in cambio della restituzioni dei Gaue di Nisani e Budissin, nonché dei domini Leisnig e Morungen.
Nel 1116, in fuga da Enrico V, fu allontanato dallo zio, l'arcivescovo Adalgot di Magdeburgo, e trovò rifugio presso Dedo di Krosigk.

## Matrimonio e figli
Wiprecht III sposò Cunegonda di Beichlingen, figlia della matrigna Cunegonda di Weimar-Orlamünde, avuta dalla sua precedente unione con Cuno della stirpe dei Northeim. I due non ebbero figli, ed ella si risposò con Diepoldo III di Vohburg.